# Vegetable Record
Vegetable Record（ベジタブルレコード）は日本の音楽レーベル。音楽を伝えるメディアとしてCD、カセットテープ、アナログレコードといった従来の媒体ではなく、建築空間やプロダクトに対して音楽作品をリリースしている。「音楽を使った空間デザイン」や「音楽を使ったプロダクトデザイン」を展開。
楽曲面では、Site-specific Music(サイトスペシフィック・ミュージック)を提唱し、コンセプトやコンテクストから着想を得て作曲し、借景のように周りの環境音（ノイズ）も音楽として活かし、その時/その場所/その物でしか成り立たない音楽を制作している。

## 概要
ともにソロとしてアーティスト活動をしていた、林翔太郎と三上僚太によって2015年にインディペンデントレーベルとして設立された。
2017年1月に「VERTERE」（東京都奥多摩のビールメーカー）とコラボレーションし、音楽ダウンロードコード権付き瓶ビール「Craft Beer Bottle Series」を発売する。
同年9月には「店舗そのものを音楽を伝えるフォーマット」として捉えたコーヒー豆・ビール専門店「Vegetable Corporation」を東京都台東区元浅草にオープンさせた。
同年12月には林、三上、CRUNCHらが参加するコンピレーションアルバム『Vegetable Highway』が発売されるが、音楽ダウンロードコード権付きの瓶ビールだけではなくコーヒー豆も発売された。
2018年からは「音楽を使ったデザイン」をスタート。「NOHGA HOTEL UENO」の個室トイレの音楽や、音楽を使ったプロダクトデザイン作品として「音楽付きおでん」を発表する。
2019年には、「ONSEN RYOKAN YUEN SHINJUKU(東京都新宿区のホテル）」の館内音楽「Songs for ONESN RYOKAN YUEN SHINJUKU」をリリース。
同年6月には高円寺の銭湯・小杉湯の待合室・脱衣所の音楽として「Song for 小杉湯」をリリース。
同年12月には、無印良品銀座店内・ATELIER MUJI GINZAで行われたイベントのための音楽「Songs for ATELIER MUJI GINZA」を発表している。
2020年2月、「Media Ambition Tokyo 2020」にて、音楽を使ったインスタレーション「Songs for 桑原商店」を実施。
同年7月、「KAIKA 東京 by THE SHARE HOTELS(東京都墨田区のホテル)」の館内音楽「Songs for KAIKA TOKYO」をリリース。
同年11月、音楽を使った空間デザイン「Songs for 足立慶友リハビリテーション病院」リリース。
「伊勢市 クリエイターズ・ワーケーション」にて、音楽を使ったエリアデザイン「Song for 伊勢市」を実施。
2021年2月、「流山おおたかの森 S・C FLAPS」のテラス音楽「Song for 流山おおたかの森 S・C FLAPS」をリリース。
2023年1月、六本木ヒルズ森タワー屋上「スカイデッキ」の四季の音楽「Songs for Sky Deck」をリリース。

## 現在の所属アーティスト
- Syotaro Hayashi
林翔太郎によるソロプロジェクト。「Paffgen（ペイフゲン）」としても活動している。
- Ryota Mikami
三上僚太によるソロプロジェクト。
- The Vegetables
2013年8月結成。互いにソロとして活動している、Syotaro HayashiとRyota Mikamiによるユニット。